# Graissac
Graissac korábbi község Franciaország Okcitánia régiójában, Aveyron megyében. Lakosainak száma 177 fő (2018. január 1.). Graissac Cantoin, Huparlac, Sainte-Geneviève-sur-Argence, Saint-Symphorien-de-Thénières, La Terrisse, Vitrac-en-Viadène és Argences en Aubrac községekkel határos.
2016. január 1-jén öt másik korábbi községgel egyesült és az így létrejött Argences en Aubrac új község része lett.

## Népesség
A település népessége az elmúlt években az alábbi módon változott:
| Lakosok száma | 411  | 334  | 291  | 206  | 236  | 213  | 207  | 211  | 180  | 177  |
|               | 1962 | 1968 | 1982 | 1990 | 1999 | 2008 | 2011 | 2013 | 2017 | 2018 |